# Luis Lorenzo
Luis Lorenzo (Madrid, 23 de julio de 1943) es un actor español.

## Biografía
Actor de formación teatral (en sus inicios intervino en montajes como El círculo de tiza caucasiano, 1971, de Bertolt Brecht) se dio sin embargo a conocer sobre todo gracias al personaje de Don Menudillo, uno de los tacañones de la segunda etapa del concurso de Ibáñez Serrador Un, dos, tres... responda otra vez.
Con posterioridad, su carrera apuntó hacia la gran pantalla, donde destacó en papeles de reparto en numerosas comedias de finales de los años setenta y principios de los ochenta; diez de ellas a las órdenes de Mariano Ozores. Su físico minúsculo y frágil lo llevó a interpretar personajes tímidos, apocados, de poco carácter y en ocasiones homosexuales.
En cuanto a su actividad teatral, ha participado en montajes de obras tanto contemporáneas - El lío nuestro de cada día (1978), Al derecho y al revés (1984) - como de clásicos del Siglo de Oro, - El lindo don Diego (1990), de Agustín Moreto-.
Con posterioridad volvería a televisión para interpretar papeles episódicos en series como A media tarde (1985-1986), Canguros (1994), Compañeros (1998) o Aquí no hay quien viva (2005), donde dio vida a Arsenio, el padre de Paloma (Loles León).
Está casado con la actriz Luisa Armenteros.

## Filmografía
| Año  | Película                                  | Personaje             | Director                     | Género                  | Duración |
| ---- | ----------------------------------------- | --------------------- | ---------------------------- | ----------------------- | -------- |
| 1999 | Héroes sin patria                         | Padre Varga           | Lance Hool                   | Drama/Ficción histórica | 2h 6m    |
| 1992 | Chechu y familia                          | Florito               | Álvaro Sáenz de Heredia      | Comedia                 | 1h 20m   |
| 1992 | Matar a mi mujer? Era una broma           | Desk Clerk            | Baz Taylor                   | Comedia                 | 1h 36m   |
| 1990 | La grieta                                 | Francisco             | Juan Piquer Simón            | Acción                  | 1h 22m   |
| 1988 | Hemingway fiesta y muerte                 |                       | José María Sánchez           | Biográfico              | 3h 45m   |
| 1986 | Eliminators                               | Maurice               | Peter Manoogian              | Acción/Ciencia ficción  | 1h 36m   |
| 1984 | Yellow Hair & The Pecos Kid               | Coronel Torres        | Matt Cimber                  | Wéstern/Aventura        | 1h 42m   |
| 1984 | El cura ya tiene hijo                     |                       | Mariano Ozores               | Comedia                 | 1h 23m   |
| 1984 | El pan debajo del brazo                   | Tito                  | Mariano Ozores               | Comedia                 | 1h 32m   |
| 1983 | Hundra                                    | Rothrar               | Matt Cimber                  | Acción/Aventuras        | 1h 30m   |
| 1983 | Agítese antes de usarla                   | Hombre accidentado    | Mariano Ozores               | Comedia                 | 1h 23m   |
| 1983 | El violador violado                       | Jenaro                | Juan José Porto              | Comedia                 | 1h 25m   |
| 1982 | El hijo del cura                          | Cliente burdel        | Mariano Ozores               | Comedia                 | 1h 22m   |
| 1982 | Cristóbal Colón, de oficio... descubridor | Prisionero encadenado | Mariano Ozores               | Comedia                 | 1h 17m   |
| 1982 | Loca por el circo                         | Antolín               | Mariano Ozores               | Comedia/Musical         | 1h 30m   |
| 1982 | Los Autonómicos                           | Narciso               | José María Gutiérrez Santos  | Comedia                 | 1h 28m   |
| 1982 | Adulterio nacional                        |                       | Francisco Lara Polop         | Comedia                 | 1h 16m   |
| 1982 | Un Rolls para Hipólito                    | Antonio el mayordomo  | Juan Bosch                   | Comedia                 | 1h 24m   |
| 1981 | Brujas mágicas                            | Valentino             | Mariano Ozores               | Comedia                 | 1h 23m   |
| 1981 | Es peligroso casarse a los 60             | Fausto                | Mariano Ozores               | Comedia                 | 1h 38m   |
| 1981 | Duelo a muerte                            |                       | Rafael Romero Marchent       | Wéstern                 | 1 28m    |
| 1981 | La tía de Carlos                          | Lopetegui             | Luis María Delgado           | Comedia                 | 1h 38m   |
| 1981 | Préstame tu mujer                         |                       | Jesús Yagüe                  | Comedia                 | 1h 25m   |
| 1981 | Queremos un hijo tuyo                     | Gay                   | Mariano Ozores               | Comedia                 | 1h 24m   |
| 1981 | Cariñosamente infiel                      | Recepcionista         | Javier Aguirre Fernández     | Comedia                 | 1h 40m   |
| 1980 | Los pecados de mamá                       | Kiosquero             | Javier Aguirre Fernández     | Comedia/Drama           | 1h 25m   |
| 1980 | El liguero mágico                         | Mayordomo             | Mariano Ozores               | Comedia                 | 1h 35m   |
| 1980 | Esperando a papá                          |                       | Vicente Escrivá              | Drama                   | 1h 43m   |
| 1980 | El erótico enmascarado                    | Fotógrafo             | Mariano Ozores               | Comedia                 | 1h 27m   |
| 1980 | La guerra de los niños                    | Conductor             | Javier Aguirre               | Comedia/Musical         | 1h 26m   |
| 1980 | Despido improcedente                      |                       | Joaquín Luis Romero Marchent | Comedia                 | 1h 20m   |
| 1980 | Los primeros metros                       |                       | Javier Anastasio             | Drama                   | 1h 30m   |
| 1978 | ¡Vaya par de gemelos!                     | Benito                | Pedro Lazaga                 | Comedia                 | 2h 15m   |
| 1978 | Pepito Piscinas                           | Cliente 2             | Luis María Delgado           | Comedia                 | 1h 20 m  |
| 1977 | Niñas... al salón                         |                       | Vicente Escrivá              | Comedia                 | 1h 38m   |
| 1977 | Cuentos de las sábanas blancas            |                       | Mariano Ozores               | Comedia                 | 1h 23m   |
| 1976 | El chiste                                 | Llorón                | Eduardo Manzanos Brochero    | Comedia                 | 1h 30m   |